# Arco del mar Egeo
El arco del mar Egeo es un arco volcánico y una provincia volcánica, que comprende casi todo el mar Egeo; excepto la isla de Rodas; todas las islas de dicho mar son de origen volcánico. También incluye algunos volcanes de la Grecia peninsular; por ejemplo, el estratovolcán Methana; y también incluye algunos turcos.
La zona más activa del arco; es el arco sur del mar Egeo. Es ahí donde están todos los volcanes activos de Grecia, entre ellos el famoso Santorini, y las islas de Milos, Nisiros, el volcán submarino Kolumbo y también Methana, a la que se supone que pudo haber estado en erupción durante el imperio griego. 